# تپه گورستان قره‌قیه
تپه قبرستان قره قیه مربوط به سده‌های اولیه دوران‌های تاریخی پس از اسلام است و در شهرستان مشگین‌شهر، بخش مشکین شرقی، دهستان لاهرود، روستای قره قیه واقع شده و این اثر در تاریخ ۱۲ دی ۱۳۸۶ با شمارهٔ ثبت ۲۰۳۹۳ به‌عنوان یکی از آثار ملی ایران به ثبت رسیده است.